# Конвой № 2252 (грудень 1943 року)
Конвой № 2252 (грудень 1943) — японський конвой часів Другої світової війни, проведення якого відбувалось у грудні 1943 року.
Конвой сформували для проведення групи транспортних суден із Рабаула (головна база в архіпелазі Бісмарка, з якої японці вже два роки провадили операції на Соломонових островах та сході Нової Гвінеї) до атола Трук (Чуук) у східній частині Каролінських островів (до лютого 1944 року виконував роль важливого транспортного хабу, через який ішло постачання японських сил у кількох архіпелагах).
До складу конвою № 2252 увійшли транспорти «Кімішима-Мару» та «Хокуйо-Мару», а ескорт забезпечував мисливець за підводними човнами CH-28.
25 грудня 1943 року кораблі вийшли з Рабаула. Хоча в цей період конвої до та з архіпелагу Бісмарка вже були об'єктами атак не лише підводних човнів, а й авіації, конвой № 2252 пройшов по маршруту без втрат та 30 грудня досяг Труку.
Незадовго до того, у жовтні 1943 року, від Рабаула до Труку пройшов ще один конвой із таким же позначенням № 2252.